# Ilja Urušev
Ilja Urušev (Tallinn, 16 giugno 1987) è un ex hockeista su ghiaccio estone, di ruolo difensore.

## Palmarès
- Campionato estone: 3

Viiking Sport: 2012-2013, 2013-2014
Kalev-Välk: 2014-2015
- All American Hockey League: 1

Evansville IceMen: 2009-2010